# August von Mackensen
Anton Ludwig August von Mackensen (6. december 1849 i Haus Leipnitz (nær Wittenberg) – 8. november 1945 i Burghorn, ved Celle) var en tysk generalfeltmarskal.

## Biografi
Von Mackensen startede sin militære karriere i 1869 som frivillig ved 2. livhusarregiment. Under krigen mod Frankrig i 1871 blev han udnævnt til sekondløjtnant og indstillet til jernkorset af anden klasse. Efter krigen studerede han landbrug på universitetet i Halle, men vendte tilbage til hæren i 1873. I 1891 kom han til generalstaben i Berlin, hvor han blev stærkt påvirket af sin nye chef, Alfred Graf von Schlieffen. Da Schlieffen gik på pension i 1906, blev Mackensen anset for en mulig efterfølger, men jobbet gik til Helmuth von Moltke.
Han blev udnævnt til general i 1908, og ved starten af 1. verdenskrig var han chef for XVII armekorps, der indgik i 8. arme under først Max von Prittwitz og senere Paul von Hindenburg. Han deltog i slagene ved Gumbinnen, Tannenberg og de Masuriske søer. Senere i 1914 fik Mackensen kommandoen over den nyopstillede 9. arme. Han deltog i kampene ved Lodz og Warszawa, senere 1915 i Galicien, Przemysl og Lemberg.
I oktober 1915 anførte Mackensen en fornyet tysk-østrigsk offensiv i Serbien, hvor den sidste egentlige modstand blev nedkæmpet. I 1916 førte han kampagnen mod Rumænien (sammen med Erich von Falkenhayn). Her blev han udnævnt til generalfeltmarskal. Han tilbragte resten af krigen som militærguvernør i Rumænien. De militære sejre under krigen indbragte ham de højeste udmærkelser samt tilnavnet Marskal Fremad.
Mackensen forblev trofast overfor monarkiet. Han havde tjent kejser Wilhelm 2. som adjudant fra 1895 til 1901, og han deltog som den sidste overlevende feltmarskal fra den gamle hær i kejserens begravelse i 1941.
Han døde i 1945 i en alder af 95 år. Han var således født før kejserrigets oprettelse, og overlevede både Weimarrepublikken og det Tredje rige.